# Mira Donadini
Mira Donadini je hrvatska publicistica, humanitarka i hrvatska književnica. Napisala je prozne tekstove, pjesme, osvrte, crtice iz života, molitve, reakcije, a dio tekstova stvarala je na na staroj čakavici. Sve te uradke koje je napisala od 1956. do 2006. objavila je u knjizi Dodir vremena.
Suradnica je nekoliko hrvatskih internetskih portala, među ostalima portalu Hrvatskog kulturnog vijeća, čija je i članice te Hrvata AMAC i inih. 

## Djela
- Dodir vremena, naklada Crkve u svijetu, 2007.
- Konačište ljudskosti , 2007.
- Baštinici blaženstava, 2009 .

## Vanjske poveznice
- Osobni portal